# Hanging Heaton
Hanging Heaton – wieś w Anglii, w hrabstwie West Yorkshire. Leży 12 km na południe od miasta Leeds i 264 km na północ od Londynu.